# Goryczyn

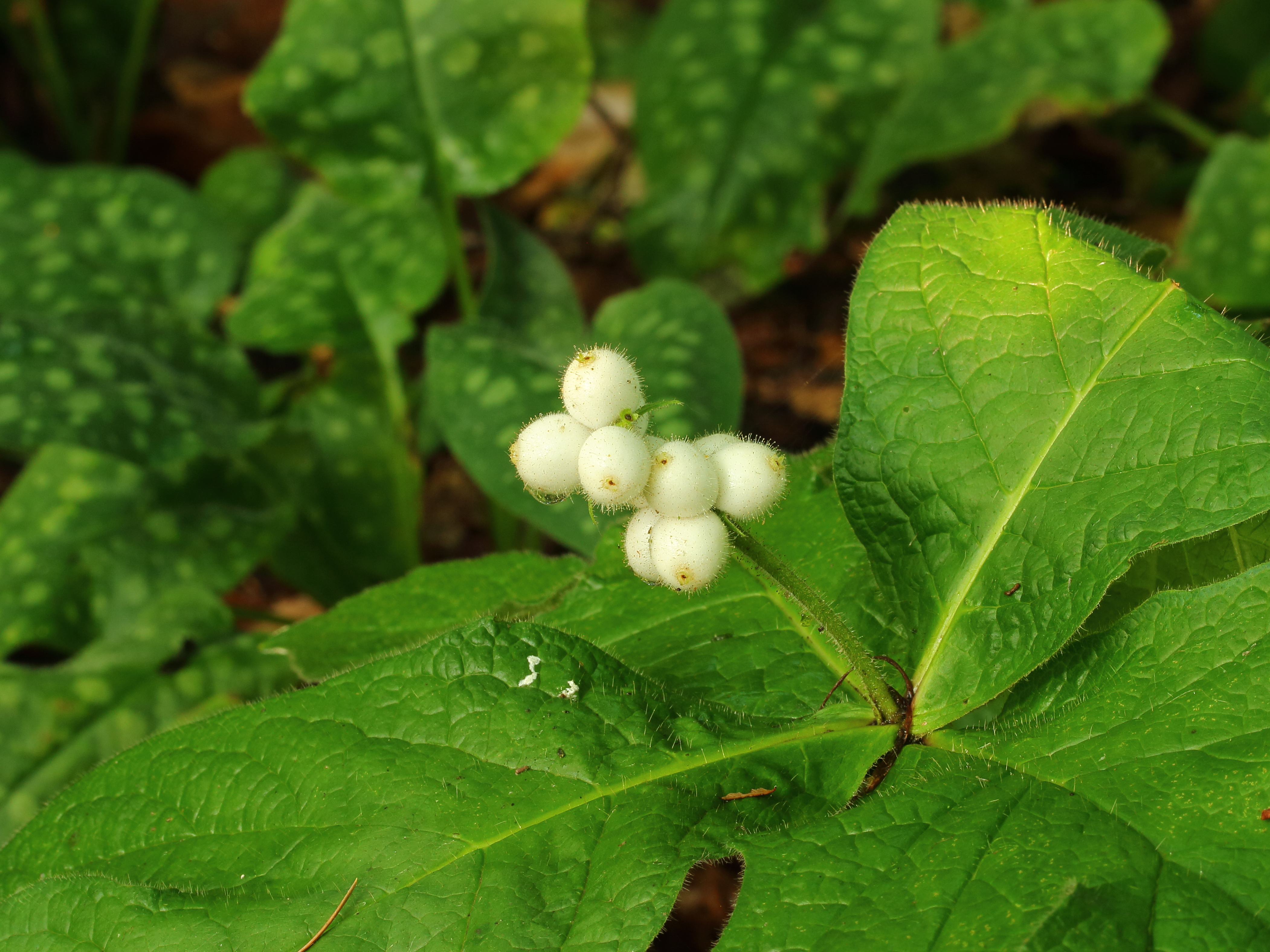
Triosteum pinnatifidum

Goryczyn, trójpest, triosteum (Triosteum L.) – rodzaj roślin z rodziny przewiertniowatych. Należy do niego 6 gatunków. Występują one w centralnej i wschodniej Azji oraz w Ameryce Północnej. 

## Morfologia
PokrójByliny o pędach nadziemnych prosto wzniesionych, wyrastających z płożących, podziemnych kłączy. Rdzeń pędów początkowo biały, z czasem staje się dęty.
LiścieNaprzeciwległe, pojedyncze, jajowate, całobrzegie lub o brzegu falistym albo pierzasto podzielone.
KwiatyZebrane po sześć w okółkach w węzłach, siedzące, wsparte krótkimi przysadkami. Kielich składa się z 5 trwałych działek. Korona kwiatu składa się z 5 płatków tworzących dwie wargi. Górna dzieli się na cztery łatki, dolna jest niepodzielona, odgina się podczas kwitnienia. U nasady rurki korony znajduje się miodnik w postaci skupienia gruczołowych włosków. Płatki są żółte, żółtozielone lub purpurowe. Pręcików jest 5. Zalążnia jest 3–5-komorowa z pojedynczymi zalążkami w komorach. Słupek pojedynczy z cienką szyjką i dyskowatym oraz podzielonym na 3–5 łatek znamieniem.
OwoceKuliste lub gruszkowate, mięsiste pestkowce z 2–4 pestkami o grubym, twardym i czarnym endokarpie.

## Systematyka
Pozycja systematyczna według APweb (aktualizowany system APG IV z 2016)
Rodzaj z rodziny przewiertniowatych Caprifoliaceae, z podrodziny Caprifolioideae Eaton.
Wykaz gatunków
- Triosteum angustifolium L.
- Triosteum aurantiacum E.P.Bicknell
- Triosteum × eamesii (Wiegand) A.Haines
- Triosteum himalayanum Wall. – triosteum himalajskie[5]
- Triosteum perfoliatum L.
- Triosteum pinnatifidum Maxim. – triosteum oskrzydlone[5]
- Triosteum sinuatum Maxim.